# Бивень (фільм, 2014)
«Бивень» (англ. Tusk) — комедійний фільм жахів режисера Кевіна Сміта, заснований на одному з епізодів SModcast. Це перший фільм з «Канадської трилогії», куди також входить фільм «Йогануті» (2016), а також невипущений «Лосині щелепи».

## Сюжет
Подкастер Воллес Брайтон і Тедді Крафт обговорюють відео, герой якого випадково відрубав собі ногу катаною. Воллес прибуває до Канади, щоб взяти у нього інтерв'ю, але дізнається, що той наклав на себе руки. Засмучений невдачею, Воллес проводить ніч в барі, випиваючи. В туалеті цього закладу він знаходить дивне оголошення, в якому говориться, що один старий чоловік без будь-якої плати за нічліг поділиться своїми історіями з життя. Воллес вирішує, що краще таке інтерв'ю, ніж нічого, телефонує цьому чоловікові і домовляється про зустріч.
Знайшовши особняк в глибокому лісі, Воллес зустрічається з його власником, Говардом Гоу, старим на інвалідному візку, який запрошує його до будинку. За чашкою чаю Гоу, в минулому моряк, розповідає про своє життя. В одній з експедицій з полювання на акулу корабель зіткнувся в Анадирській затоці з айсбергом і зазнав аварії. З крижаної води Гоу врятував морж, який сприйняв людину за незвичайного родича. Гоу назвав моржа «Містер Бивень». Відтоді старий шанує моржа найвищим створінням на світі.
Після декількох чашок чаю Воллес непритомніє. Отямившись, американець виявляє себе в інвалідному візку з ковдрою, що прикриває його ноги. Скинувши ковдру, він з жахом бачить, що одна нога ампутована нижче коліна. Гоу показує йому, що вміє ходити і відкриває йому, що збирається зробити з ним: старий відтворює свого рятівника-моржа і хоче дати йому другий шанс на життя. Воллес розуміє, в яку халепу він потрапив, але не може втекти. Він встигає відправити повідомлення своїй дівчині Еллісон і колезі Тедді (які в цей момент сплять разом), що якийсь божевільний в особняку в лісах Вінніпега утримує його і вже відрізав йому ногу. У цей момент Гоу відбирає у нього телефон і приголомшує його. Еллісон і Тедді негайно летять до Канади, де детектив Гармін повідомляє їм, що ніякого Говарда Гоу не існує, але згадує колишнього поліцейського, який захоплений розшуками якогось серійного вбивці.
Коли Воллес отямлюється вдруге, то інша нога також ампутована, руки від плечей до ліктів пришиті до ребер, і частини зубів уже немає. Тоді старий починає розповідати хлопцю, який вже тільки мукає, про своє повне трагедій життя. У маленькому віці перед його очима грабіжники вбили його батьків, а його самого відправили до притулку, а потім в дитячу психіатричну лікарню. Там його «відвідували» і ґвалтували священики і політики. Йому вдалося втекти звідти до США, де він потрапив на корабель.
Слідуючи пораді Гармін, Еллісон і Тедді зустрічаються з колишнім інспектором, зараз детективом-любителем Гі Лапуаном, який вже кілька років шукає серійного вбивцю, який калічить своїх жертв, відрубуючи їм ноги і пришиваючи руки до тулуба. За версією детектива, він убив вже 23 людини, а мати одного з жертв за характером пошкоджень припустила, що маніяк намагався зробити з її сина монстра. Утрьох вони вирушають на пошуки. Їм вдається знайти адресу Гоу завдяки двом дівчатам, які працюють у магазинчику Eh-2-Zed, які останніми бачили Воллеса і добре його запам'ятали, бо він — американець.
Щоб змусити Воллеса стати, як морж, Гоу спускає його до підвалу, де він зробив басейн, обладнавши його мініскелями і звуком океану. Він починає називати його «Містер Бивень», як називав моржа-рятівника. В сльозах, мукаючи, в шкурі моржа зі зшитих шматків людської шкіри, натягнутої на тіло, і з бивнями, пришитими в роті до щелепи (бивні зроблені з обточених кісток ампутованих ніг), Воллес на ланцюгу лежить біля басейну. Гоу говорить йому, що моржі не можуть плакати. Він штовхає його у воду, щоб Воллес навчився плавати. Він починає тонути і на дні басейну бачить свою долю — вже розкладений труп попередньої жертви без ніг з бивнями у роті. Він намагається плисти на поверхню. Гоу подобається настирливість його «моржа». Старий кидає рибу, яку спантеличений Воллес з'їдає.
Гоу закінчує розповідь про моржа, що його врятував: від голоду йому довелося вбити і з'їсти свого рятівника, якраз незадовго до того, як його знайшли моряки корабля, що пропливав повз. Засуджуючи себе і людство, Гоу одержимий ідеєю не тільки відтворення моржа, а й надати йому другого шансу — перемогти людину. Гоу також одягає костюм моржа і починається битва між ним та Воллесом. Після виснажливої битви старий встає, знімає костюм моржа і готується вбити Воллеса «як людина». Але Воллес, як справжній морж, пронизує старого бивнями. В цей час Еллісон, Тедді та Гі вриваються до підвалу. Сцена, яку вони бачать, шокує їх.
Минає рік. У зоопарку Еллісон і Тедді заходять в один з вольєрів і виходять на місток, звідки кидають униз рибу. Знизу лунає сплеск води. Зі спеціального будиночка виходить морж-Воллес. Він остаточно втратив людську сутність. Еллісон зізнається йому, що як і раніше його кохає. Вона згадує, як дідусь говорив їй, що сльози не потрібно тримати в собі, бо плач відрізняє нас від тварин. Морж-Воллес насторожується і підіймає голову. Еллісон йде разом з Тедді. Воллес плаче.

## У ролях
- Джастін Лонг — Воллес Брітон
- Майкл Паркс — Говард Гоу
- Гейлі Джоел Осмент[4] — Тедді Крафт
- Генезис Родрігес[4] — Еллісон
- Джонні Депп[5] — Гі Лапуан
- Ральф Гармен — канадський детектив Френк Гармен
- Харлі Моренштейн — канадський прикордонник
- Дженніфер Швалбах-Сміт — офіціантка
- Гарлі Квінн Сміт[6] — Коллін Коллетт (дівчина клерк #1)
- Лілі-Роуз Мелоді Депп[6] — Коллін Маккензі (дівчина клерк #2)
- Ешлі Грін — покупець
- Дуг Бенкс — хлопець
- Метт Шайвлі — Гоу в молодості

## Історія створення
Ідея для кіно з'явилася під час запису 259-ї серії SModcast «Морж і тесля». В епізоді Сміт з його давнім другом і продюсером Скоттом Мсьє обговорюють оголошення на сайті Gumtree.com, в якому домовласник пропонує безкоштовне проживання, якщо квартирант погодиться одягнутися, як морж. Обговорення тривало майже годину, витрачену на відновлення і розповідання гіпотетичної історії, заснованої на оголошенні. Сміт запропонував своїм передплатникам у Твіттері твітти «#WalrusYes», якщо вони хочуть, щоб їх історія перетворилася на фільм, або «#WalrusNo», якщо вони не хочуть цього. Переважна більшість передплатників проголосували за знімання фільму. Насправді пост на Gumtree був жартом поета і пранкера з Брайтона Кріса Паркінсона. Він виявився великим шанувальником Сміта і заявив, що з радістю прийняв би участь у фільмуванні картини. Кевін Сміт в решті решт найняв Паркінсона як продюсера.
Сміт написав сценарій на 80 сторінок, чекаючи схвалення Боба Вайнштайна на запуск «Клерків III». Фільм спочатку був названий «Морж і тесля». Фільм знімався в Біфрості, Манітоба, Канада.
Фільм спочатку мав знімати «Blumhouse», але через прискорений графік Сміта «Бивень» був згодом профінансований «Demarest Films». Сміт запланував дебютний показ фільму на фестивалі Санденс, але пізніше це було змінено, щоб можна було повноцінно закінчити картину.
Сміт був схвильований створенням «Бивня», кажучи «Я хотів написати сценарій без релігійного чи сексуального підґрунтя, щоб зняти дивний маленький фільм, без призову до зброї і маніфестів про самовизначення. Я просто хотів зняти Майкла Паркса в fucked up історії, де він міг розповісти що-небудь з Льюїса Керролла та „Поеми про старого моряка“ жебракові, одягненому в костюм моржа».
Дистриб'ютор фільму — «A24».

## Знімання
Знімання фільму почалися 4 листопада 2013 року і закінчилися 22 листопада 2013. Початок роботи було перенесено з вересня на жовтень, а пізніше на листопад через розташування зйомок, що розтяглися від Канади до Північної Кароліни. Ще два дні знімання проходили в Лос-Анджелесі для сцен, в яких задіяний персонаж Гі Лапуан, якого зіграв Джонні Депп.

## Випуск
Світова прем'єра фільму відбулася на Міжнародному кінофестивалі в Торонто, де він був показаний як частина «Північне божевілля» і отримав, головним чином, позитивні відгуки. В кінотеатрах «Бивень» був показаний 19 вересня 2014 року.

## Сприйняття
«Бивень» отримав здебільшого негативні огляди критиків. На «Rotten Tomatoes» фільм має 46 % схвальних рецензій, із середнім рейтингом 5,6 із 10 можливих. Консенсус критиків стверджує: «„Бивень“ приємно смішний і чарівно самопринизливий, але цього недостатньо, щоб компенсувати його тонкий, надто надуманий сюжет».
Генрі Барнс у газеті «The Guardian» описав «Бивень» як місцями моторошний і огидний, але переважно веселий фільм — перший вдалий фільм Кевіна Сміта після «Догми».
Рот Корнет на сайті IGN писав, що ця моторошна та дивна історія «прямо говорить про наші найсучасніші проблеми», про ціну, яку люди готові заплатити за славу. Воллес ще до зустрічі з Говардом втратив людяність, його тілесна зміна відображає те, що сталося з його душею. «Бивень» нагадує суміш «Мізері» та «Людської багатоніжки» з одночасно огидними і смішними персонажами.

## Спін-оф
Перед випуском «Бивня» Сміт розповів, що він написав продовження фільму під назвою «Йогануті», в якому знімуться актори з першого фільму. 19 серпня 2014 Борис Кіт з «The Hollywood Reporter» розповів детальнішу інформацію про фільм. «Йогануті» буде пригодницьким фільмом і другим в «Канадській трилогії». Головні ролі у фільмі гратимуть дочка Деппа Лілі-Роуз і дочка Сміта Гарлі Квінн. Так само у фільмі знімалися Тоні Гейл, Наташа Лайонн, Остін Батлер, Адам Броуді, Тайлер Поузі та Джейсон Мьюз. «StarStream Entertainment» профінансував та спродюсував фільм, в той час як «XYZ Films» продав іноземні права на Кінофестивалі в Торонто.